# Allbach (Prims)
Der Allbach, auch Altbach und an seinem Oberlauf Königsbach genannt, ist ein auf dem Hauptstrang etwa 8 km langer Bach in den rheinland-pfälzischen Landkreisen Birkenfeld und  Trier-Saarburg, der nach ungefähr südwestlichem Lauf nahe der Landesgrenze zum Saarland in der Primstalsperre der Prims linksseitig zufließt. Sein Hauptstrang-Oberlauf ist der Königsbach.

## Geographie

### Oberläufe

#### Oberlauf Königsbach
Der Allbach entspringt unter dem Namen Königsbach am Nordwestabhang des Friedrichskopfs (707,4 m ü. NHN) auf etwa 652 m ü. NHN in der Waldgemarkung von Brücken und zieht den ersten halben Kilometer nordwestlich. Danach wendet er sich allmählich nach links auf Südwestlauf und wechselt dabei über die Landkreis- und Gemeindegrenze nach Neuhütten. Dort durchläuft er einen ersten Teil des Naturschutzgebietes Gunnesbruch, in dem schon die Ortsgemeinde Züsch ans rechte Ufer tritt. In halber Höhe am linken Hang entlang zieht sich das Siedlungsgebiet von Neuhütten. Bei den Sportplätzen von Züsch fließt der Königsbach auf 489,1 m ü. NHN mit dem rechten Dombach zusammen und wird nun Allbach/Altbach genannt.

#### Oberlauf Dombach
Der Dombach entspringt auf der Waldgemarkung von Damflos zwischen dem Sandkopf (756,8 m ü. NHN) und dem Diebskopf (738,9 m ü. NHN) in etwa 705 m ü. NHN. Er fließt ungefähr südlich und wechselt noch im Wald auf Züscher Gemarkung über. Kurz vor dem Flureintritt unterquert er die L 165, sodann im Freien die L 166 und zieht anschließend am Ostrand des Züscher Siedlungsgebietes entlang. Unter dem oberen Mündungssporn Königsberg läuft er mit dem Königsbach zusammen.

### Allbach/Altbach
Der Allbach behält die südwestliche Richtung des Königsbaches bei, ihm folgt bis zuletzt die Gemeindegrenze zwischen Züsch am rechten und Neuhütten am linken Ufer. Über ihn hinweg verbindet sogleich die L 166 die beiden Ortsgemeinden, dann passiert er die Züschermühle am Beginn der ersten von zwei wenig ausholenden Talschlingen. Unter dem Mündungssporn Hammerberg (548,6 m ü. NHN) mündet er, nur noch wenig von der Landesgrenze zum Saarland entfernt, auf etwa 458 m ü. NHN in die kleinere nordöstliche Einlaufbucht der Primstalsperre, die sich schmal und fast anderthalb Kilometer lang weiter bis zur Vereinigung mit der längeren nördlichen Prims schlängelt. Der Stausee entwässert über die Prims.
Der Allbach hat – mit dem Königsbach – eine Länge von 8,1 km sowie ein Wassereinzugsgebiet von 17,8 km².

### Zuflüsse
Hierarchisch jeweils von Ursprung bis Mündung. Meist mit Länge und Einzugsgebiet. Auswahl.
- Königsbach, linker Oberlauf
  - (Bach aus dem Gunnesbruch), von links im Naturschutzgebiet, 0,8 km und 0,2 km².
  - (Bach von Zinsershütten), von links vom Nordrand des Neuhüttener Siedlungsteils Zinsershütten, 0,7 km und 0,3 km².
- Dombach, rechter Oberlauf, 3,8 km und 4,5 km².